# Міссісіпський Консорціум вищих навчальних закладів з інтернаціонального розвитку
Міссісіпський Консорціум вищих навчальних закладів з інтернаціонального розвитку (англ. Mississippi Consortium for International Development) засновано в 1989 році, MCID являє собою спільне зусилля трьох вищих навчальних закладів у Міссісіпі: Університет штату Алкорн (англ. Alcorn State University); Джексонський державний університет; і коледж Тугалу. З моменту свого створення Консорціум швидко завоював видатну репутацію в управлінні та реалізації міжнародних обмінів і навчальних проектів розвитку.
MCID Washington є одним із семи національних програмних агентств, які співпрацюють із Державним департаментом Сполучених Штатів для сприяння його програмі International Visitor Leadership Program (IVLP).